# Jelcz-Laskowice (plaats)
Jelcz-Laskowice (Duits: Jeltsch-Laskowitz) is een stad in het Poolse woiwodschap Neder-Silezië, gelegen in de powiat Oławski. De oppervlakte bedraagt 17,06 km², het inwonertal 15.271 (2005).